# 富德 (瓜爾佳氏)

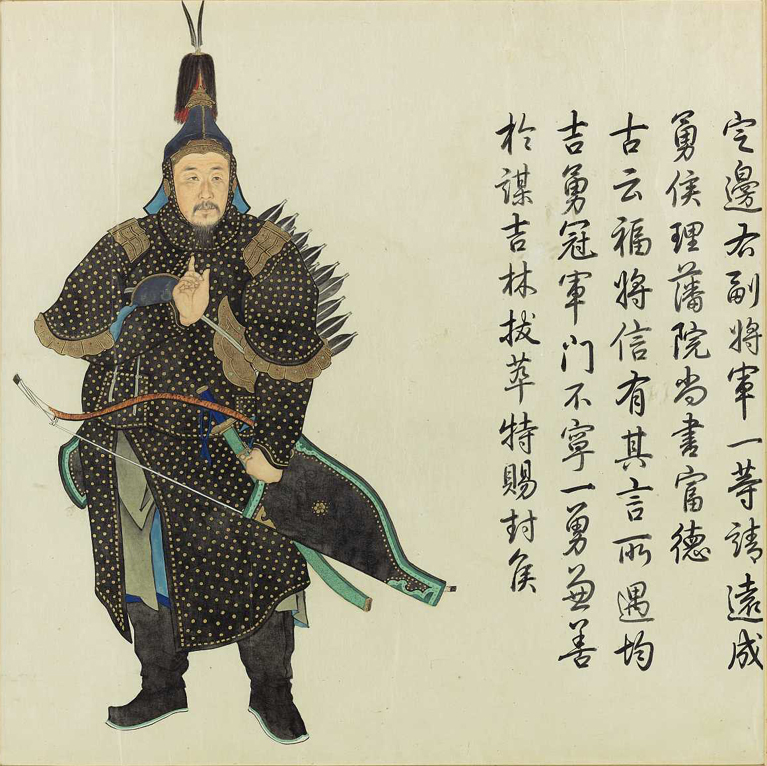
富德

富德（1695年—1776年），清朝瓜尔佳氏，駐防吉林，满洲正黄旗人，军机大臣。
乾隆初年，由护军升为三等侍卫，乾隆十三年（1748年），随大学士傅恒征讨大金川，官至副都统。乾隆二十年（1755年），征准噶尔，为正黄旗蒙古都统。乾隆二十四年（1759年），随兆惠征大小和卓，兵至巴达克山，因功进封一等清远成勇侯，官至御前大臣。乾隆二十五年（1760年）二月，富德入直军机处。二十七年（1762年）九月富德革。因为索贿和用人不当，两次下狱。乾隆三十八年（1773年）随军征讨小金川。乾隆四十年（1775年），金川平定，因为滥赏贪污，押送京师杀害。
富德娶妻舒穆禄氏。富德的妻侄额尔登额，也被乾隆帝杀害。额尔登额死前，曾说：“额尔登额我听闻姑父富德获罪抄家”，向傅恒求救说：“额尔登额以为平日蒙公大学士恩眷，必定指教”。